# Parafia św. Brata Alberta w Mnikowie
Parafia św. Brata Alberta w Mnikowie – parafia rzymskokatolicka z siedzibą w Mnikowie, znajdująca się w archidiecezji krakowskiej, w dekanacie Czernichów. W parafii posługują księża diecezjalni. Proboszczem parafii jest ksiądz Mirosław Gurdek.